# Drognitz
Drognitz ist eine Gemeinde im Landkreis Saalfeld-Rudolstadt in Thüringen. Erfüllende Gemeinde für Drognitz ist die Gemeinde Kaulsdorf.

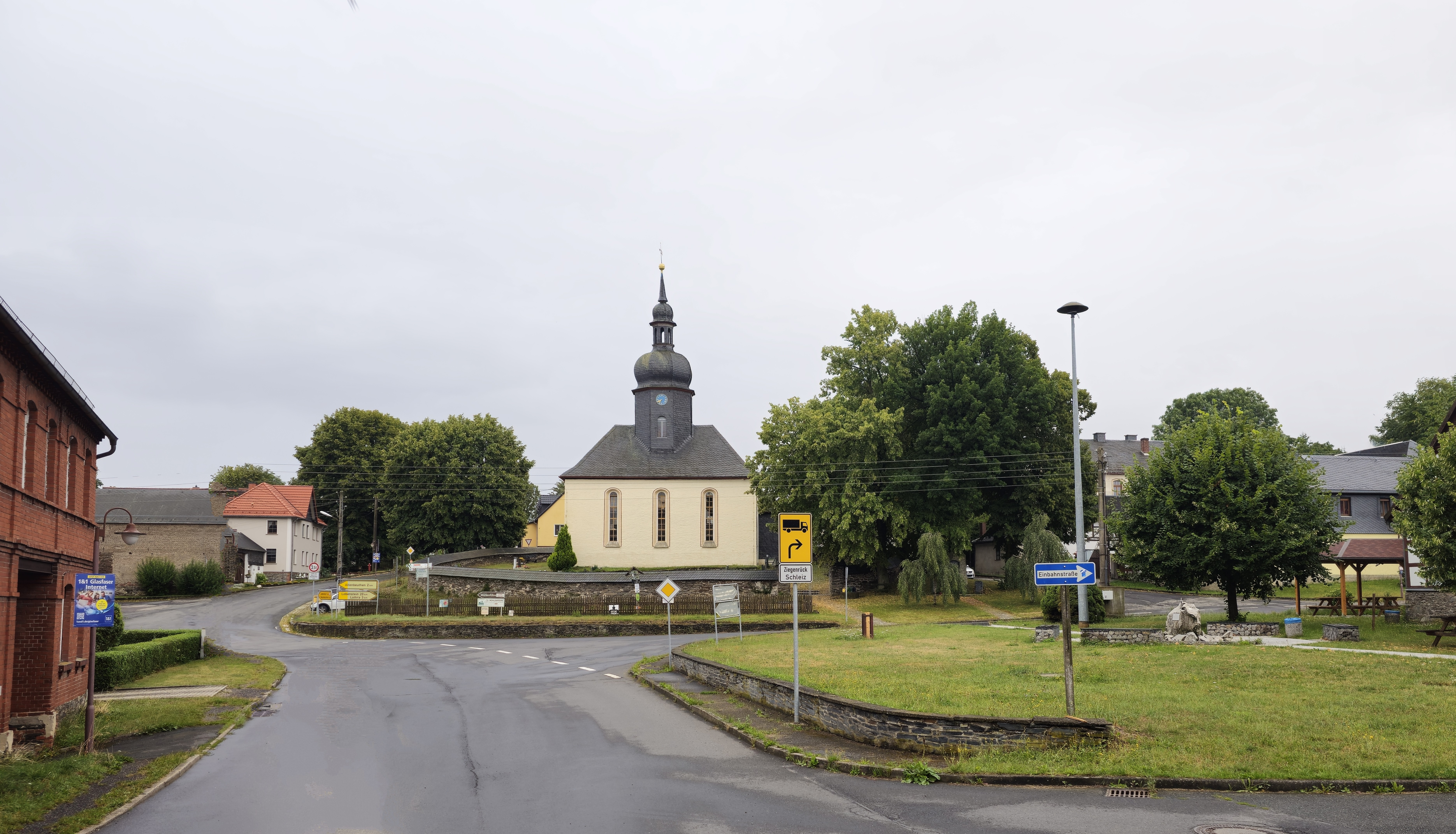
Ort mit Kirche (2023)

## Geografie
Die Gemeinde liegt im Naturpark Thüringer Schiefergebirge-Obere Saale oberhalb des Hohenwarte-Stausee. Drognitz und die Dörfer der Einheitsgemeinde liegen links der Saale auf einem Hochplateau des Südostthüringer Schiefergebirges. Diese Flächen haben einen hohen Feinerdeanteil und hohen Humusgehalt und verfügen deshalb über eine gute Bodenfruchtbarkeit. Die Anhöhen zu den nach der Saaletalsperre und ihren Buchten sind um die Hochfläche mit Wald bestanden. Die Dörfer sind verkehrsmäßig über die L 1100 und L 2366 erreichbar.

### Gemeindegliederung
Die Gemeinde gliedert sich in insgesamt fünf Ortsteile (Eingemeindungsdaten in Klammern):
- Drognitz
- Lothra (6. April 1994)[2]
- Neidenberga
- Neuenbeuthen (1. Januar 1997)[3]
- Reitzengeschwenda (1. Januar 1997)[3]

## Geschichte
Der Ort wird erstmals  am 16. April 1120 in einer Schenkungsurkunde erwähnt. Die Besiedlung des Platzdorfes erfolgte durch die Sorben viel früher. Der Ort gehörte bis 1815 zum kursächsischen Amt Ziegenrück und kam nach dessen auf dem Wiener Kongress beschlossenen Abtretung an den preußischen Landkreis Ziegenrück, zu dem der Ort bis 1945 gehörte.

### Eingemeindungen
Lothra wurde am 6. April 1994 eingemeindet. Mit Auflösung der Verwaltungsgemeinschaft Obere Saale am 1. Januar 1997 wurden Neuenbeuthen und Reitzengeschwenda eingemeindet. Gleichzeitig wurde Kaulsdorf zur erfüllenden Gemeinde für Drognitz.

### Einwohnerentwicklung
Entwicklung der Einwohnerzahl (ab 1997: Stand jeweils 31. Dezember):
| - 1933: 285 - 1939: 268 - 1997: 755 - 1998: 779 - 1999: 770 - 2000: 767 | - 2001: 731 - 2002: 720 - 2003: 716 - 2004: 710 - 2005: 702 - 2006: 697 | - 2007: 703 - 2008: 695 - 2009: 696 - 2010: 697 - 2011: 660 - 2012: 642 | - 2013: 640 - 2014: 652 - 2015: 641 - 2016: 625 - 2017: 617 - 2018: 616 | - 2019: 615 - 2020: 614 - 2021: 611 - 2022: 619 - 2023: 614 |

Datenquelle ab 1997: Thüringer Landesamt für Statistik

## Politik

### Gemeinderat
Der Gemeinderat aus Drognitz setzt sich aus 8 Mitgliedern einer Wählergruppe (CDU/Wählergemeinschaft) zusammen (Stand: Gemeinderatswahl am 26. Mai 2019).

### Bürgermeister
Der ehrenamtliche Bürgermeister Tom Zimmermann wurde am 13. November 2022 gewählt, er war bereits von 1997 bis 2016 im Amt. Von 2016 bis 2022 war Henry Drogatz der Bürgermeister in Drognitz.

## Kultur und Sehenswürdigkeiten
- Dorfkirche mit interessanter Ausstattung
- Campingplatz „Hopfenmühle“: unterhalb von Drognitz, direkt an der Hohenwartetalsperre (künstlich gestaute Saale) liegend

## Söhne und Töchter der Gemeinde
- Moritz August von Obernitz (1743–1823), geboren in Neidenberga, preußischer Generalmajor
- Hans Lippold (1932–1980), deutscher Botaniker